# MaK 400 C
Die Baureihe MaK 400 C ist eine dreiachsige Diesellokomotive mit Stangenantrieb, die für den schweren Rangier- und mittleren Streckendienst konzipiert ist. Sie wurde von 1955 bis 1963 in 34 Exemplaren von der Firma Maschinenbau Kiel (MaK) gebaut.
Im deutschen Fahrzeugeinstellungsregister haben die Lokomotiven keinen Eintrag erhalten.

## Entwicklung
Die Lokomotive ist die Weiterentwicklung der DR-Baureihe V 36, von der bis 1950 noch einige Exemplare produziert wurden. Gegenüber der Vorkriegskonstruktion wurden die neuen Maschinen mit einem vorderen und einem hinteren Vorbau gefertigt, zwischen denen sich der erhöht angeordnete Führerstand befindet. Sie entstanden zur gleichen Zeit wie die DB-Baureihe V 60 und waren speziell für die Bedürfnisse von Privatbahnen zugeschnitten.
Von den Lokomotiven wurden 16 Exemplare in Normalspur (1435 mm) und 18 in Kapspur (1067 mm) gefertigt. Die schmalspurigen Lokomotiven wurden nach Nigeria, davon acht an NPA – Nigerian Ports Authority und zehn an NRC – Nigerian Railway Corporation, geliefert. Die Lokomotiven zählen zur ersten Generation von MaK- bzw. Vossloh-Loks. Durch das Bezeichnungsschema wird das Leistungsprogramm (in etwa die Motorleistung in PS) und die Achsfolge zum Ausdruck gebracht.

## Technik
Die Lokomotiven entsprachen den Baugrundsätzen nach 1945. Der Führerstand wurde erhöht angeordnet, wobei die Lokführerkanzel große schräge Scheiben erhielt. Bei dieser Baureihe wurde auf einen Sonnenschutz bei den Scheiben verzichtet. Die Lok wurde auf der Stirnseite gegenüber dem Führerstand über Rangiertritte und die Umläufe betreten.
Das Fahrwerk der dreiachsigen Lok hatte Kuppelstangen. Ein Fahrwerk mit Gelenkwellen befand sich zu dieser Zeit erst im Entwicklungsstadium. Es fällt auf, dass der minimale Kurvenradius den Wert der vierachsigen MaK 1000 D nicht erreicht.
Angetrieben wurde die Lok für von einem Sechszylinder-Viertakt-Dieselmotor MS 301 von der MaK, der eine Leistung von 400 PS abgab. Die Kraftübertragung erfolgte mit einem Dreiganggetriebe L37Z von Voith.
Die Lokomotiven waren rot lackiert. Sie besaßen zweitönige Typhone. In der Lokalpresse in Wittlage brachte es die Lok daraufhin zu den Spitznamen die phonetische Lok.

## Einsatz
Ausgeliefert wurden die Lokomotiven zunächst an Privatbahnen wie die Eisenbahn-Gesellschaft Altona-Kaltenkirchen-Neumünster, die Kleinbahn Voldagsen–Duingen–Delligsen, die Kleinbahn Gittelde-Grund und die Wittlager Kreisbahn.
Auch einige größere Betriebe erhielten Loks der Reihe MaK 400 C. Ab 1956 bis 1960 wurden 18 Lokomotiven nach Nigeria geliefert, die in Kapspur ausgeführt waren. Von diesen ist nichts weiter bekannt.
Einige Lokomotiven sind heute noch erhalten, die Verschrottung begann bereits in den 1980er Jahren. Mehrere wurden als Bauzuglokomotiven in das Ausland verkauft. Die Baumusterlok mit der Werksnummer MaK 400001 gehört heute der Kleinbahn Leeste und hat ein Alter von 64 Jahren erreicht (2019).